# Enoploderes
Enoploderes is een kevergeslacht uit de familie van de boktorren (Cerambycidae). De wetenschappelijke naam van het geslacht werd voor het eerst geldig gepubliceerd in 1837 door Faldermann.

## Soorten
Enoploderes omvat de volgende soorten:
- Enoploderes bicolor Ohbayashi, 1941
- Enoploderes sanguineus Faldermann, 1837
- Enoploderes vitticollis (LeConte, 1862)